# Coenosiini
Tribu
Les Coenosiini sont une tribu d'insectes diptères de la famille des Muscidae et de la sous-famille des Coenosiinae. 

## Genres
Altimyia -  
Apsil - 
Bithoracochaeta - 
Caricea - 
Cephalispa - 
Coenosia -  
Cordiluroides - 
Insulamyia - 
Lispocephala -  
Macrorchis - 
Neodexiopsis -  
Notoschoenomyza -  
Orchisia -  
Oxytonocera -  
Palpilongus - 
Parvisquama -  
Pentacricia - 
Pilispina - 
Plumispina - 
Pygophora -  
Reynoldsia - 
Schoenomyza - 
Schoenomyzina - 
Spathipheromyia -  
Stomopogon

## références
- (en) Couri, Marcia Souto (2008). "A new genus and species of Coenosiini from Bolivia (Diptera: Muscidae: Coenosiinae)". Zootaxa. Auckland, New Zealand: Magnolia Press. 1879: 57–60.